# Myron Ebell
Myron Ebell, né en 1953, est un lobbyiste et homme politique américain climatosceptique.
Il est aussi connu pour ces positions sceptiques et contestataires sur le changement climatique.
Il est l'actuel[Quand ?] directeur du Global Warming and International Environmental Policy at the Competitive Enterprise Institute (CEI), et président de Cooler Heads Coalition, une coalition fondée le 6 mai 1997 qui lutte contre le « mythe du réchauffement climatique », et l'un des plus virulents détracteurs américains du consensus scientifique sur le réchauffement climatique selon le Financial Times.
Depuis le milieu de années 1990, Myron Ebell dirige le think tank libertarien « Competitive Enterprise Institute », financé par des fonds privés, considéré comme un puissant lobby au service des industriels. Myron Ebell conteste à Washington l’influence des hommes sur le réchauffement climatique. La stratégie principale est d'introduire le doute par tous les moyens dans l’opinion, contre le consensus de la communauté des chercheurs.
Myron Ebell a été nommé en novembre 2016 par le président-élu Donald Trump à la tête de l'Agence de protection de l'environnement américaine (EPA) pendant la période de transition, avec mission de réfléchir à l'avenir de cette agence.

## Biographie
Myron Ebell a grandi dans un ranch du comté de Baker, en Oregon.
Il est titulaire d'un bachelor en philosophie du Colorado College (mention cum laude, membre de la fraternité Phi Beta Kappa) et un master en théorie politique de la London School of Economics, où fut élève de Michael Oakeshott. Il a également étudié l'histoire à l'université de Californie à San Diego et au Peterhouse College (université de Cambridge),,.

### Carrière
De retour de Grande-Bretagne à la fin de ses études, Myron Ebell a occupé plusieurs positions à Washington comme lobbyiste pour des intérêts conservateurs, travaillant notamment comme assistant parlementaire du représentant républicain de l'Arizona John Shadegg, comme délégué à Washington pour l'American Land Rights Association, et comme assistant du président de l'Union nationale des contribuables (National Taxpayers Union). Myron Ebell est aussi l'un des fondateurs de la Grassroots ESA Coalition, dont il était membre de la direction et coordinateur bénévole pendant plusieurs années.
Myron Ebell est fortement lié au lobby du tabac aux États-Unis, pour lequel il a travaillé dans les années 1990 à Frontiers for Freedom et au CEI. Une proposition de campagne de communication faite à Philipp Morris en 1998 par le CEI se donnait notamment pour but de « changer le débat actuel sur le tabagisme des adolescents et les malversations de l'industrie du tabac pour en faire un débat sur des augmentations massives d'impôts, sur le big government et sur la perte de liberté individuelle ».
Il rejoint Competitive Enterprise Institute (CEI) en décembre 1995 comme policy director. CEI est une ONG américaine faisant la promotion des intérêts de l'industrie pétrolière américaine en remettant en question la réalité du changement climatique (ou tout du moins son origine humaine), et donc toute politique de régulation coûteuse des émissions de CO2. Le CEI a par exemple fait la promotion du CO2 dans l'une de ses vidéos, le comparant à la vie et rejetant son association à la pollution et au smog. Le CEI est en partie financé par des entreprises du secteur pétrolier ou gazier américain depuis le début de ses activités, ayant notamment reçu[Quand ?] 1,5 million de dollars d'ExxonMobil,,.
Il intervient régulièrement en 1997 et 1998 au nom de Frontiers for Freedom. Il a également œuvré avec John Shadegg pour amender la loi fédérale sur les espèces de voie de disparition (Endangered Species Act).
En 1998, Myron Ebell devient membre du Global Climate Science Communications Team (GCSCT), créé par l'American Petroleum Institute et à l'origine d'un plan de communication visant à convaincre le public américain de l'incertitude scientifique concernant le changement climatique.

## Positions

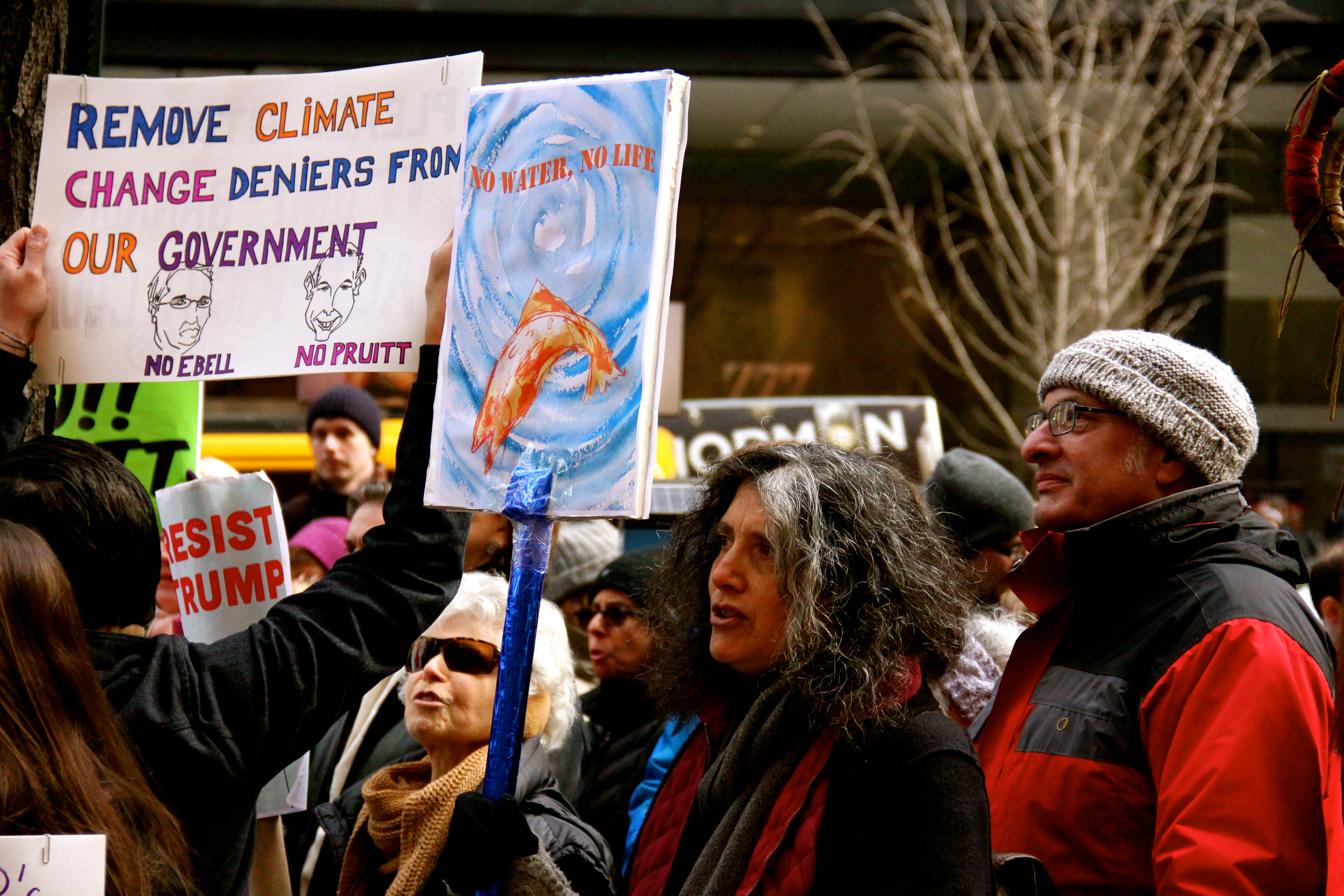
Manifestation contre Donald Trump, Myron Ebell et Scott Pruitt à New York en 2017.

Myron Ebell se décrit comme un anticonformiste par nature, très influencé par la philosophie de la contestation de l'autorité des années 1960 et 1970.
S'il ne nie pas la réalité du changement climatique, il le juge modeste et insignifiant, et en aucun cas une cause de préoccupation, malgré l'ensemble de preuves scientifiques existantes et son absence totale de qualifications scientifiques en la matière,. Myron Ebell juge le consensus de la communauté scientifique autour de la réalité du changement climatique « bidon », non fondé sur la science, mais sur un consensus politique.
Dans une contribution à Forbes intitulée « Aimez le changement climatique » (« Love Global Warming »), Myron Ebell a décrit le réchauffement climatique comme une opportunité positive, rendant de nombreuses régions habitables, tout en éliminant des gens « qui allaient probablement mourir de toute façon ».
Il considère toute préparation à une montée du niveau des eaux des mers et des océans comme un « gaspillage d'argent ».
Myron Ebell a exprimé à nombreuses reprises son opposition à l'Accord de Paris sur le climat et au plan de l'EPA pour réduire l'émission de CO2 des États-Unis.

## Vie privée
Myron Ebell vit dans la banlieue de Washington D.C. avec sa femme et ses quatre enfants.
Il est réputé proche des frères Koch (Charles G. Koch et David H. Koch), propriétaire de Koch et milliardaires qui ont bâti leur fortune dans le pétrole, le charbon, la finance et la chimie.